# Sutomore
Sutomore je gradić na crnogorskom primorju, s okolinom ima više od 3.000 stanovnika. 
Nalazi se u blizini Bara i pripada teritoriju barske općine. Sutomore se može podijeliti na tri dijela: Polje, gdje živi veći dio žitelja i koje je smješteno na istočnom dijelu Spičanskog polja, te obalu koja obuhvaća 2 km šetališta uz plažu i okolna naselja: Rutke, Brca, Nehaj, Mišići itd. Glavna ulica spaja obalu i polje i u njoj se nalaze škola, vrtić, pošta i dom zdravlja.

## Povijest
Prvi doseljenici stigli su u područje oko Sutomora i Čanja, koje se zove Spič u 16. stoljeću. Sve do 18. stoljeća na području gdje je Sutomore stajali su vinogradi od kojih se može izdvojiti dva velika vinograda: na Spičanskom Polju i u Brci, i ovi vinogradi bili su najveći na tom području. Grad Sutomore je nastao 1882. godine naseljavanjem ribarskih porodica uz samu obalu.
 Kod Sutomora su tvrđave Haj-nehaj i Tabija. Na Spičanskom polju je brežuljak s dvooltarskom, pravoslavno-katoličkom crkvom svete Petke-Venerande.

## Ekonomija
Okosnica sutomorske ekonomije je turizam, te je mnogo infrastrukture i sadržaja u gradu upravo usmjeren turizmu.

## Poznate osobe
- Rudolf Primorac, hrvatski narodni heroj, načelnik GŠ NOV i PO Srbije, šef jugoslavenske vojne misije u SSSR-u

## Vanjske poveznice
|  | Zajednički poslužitelj ima još gradiva o temi Sutomore |